# لوكا فالدشميت
لوكا فالدشميدت (بالألمانية: Luca Waldschmidt)‏ (19 مايو 1996 بزيغن في ألمانيا - ) هو لاعب كرة قدم ألماني في مركز الهجوم. شارك مع منتخب ألمانيا تحت 16 سنة لكرة القدم ومنتخب ألمانيا تحت 17 سنة لكرة القدم ومنتخب ألمانيا لكرة القدم تحت 18 سنة ومنتخب ألمانيا تحت 19 سنة لكرة القدم. أما مع النوادي، فقد لعب مع آينتراخت فرانكفورت وEintracht Frankfurt II ‏.

## مسيرته الكروية
لعب لوكا فالدشميت خلال مسيرته الاحترافية مع 5 أندية في ثمانية مواسم وسجل خلالها 23 هدفًا ضمن 109 مباراة. ولم يفز بأي موسم بالكأس أو بالدوري.
خاض لوكا فالدشميت مسيرته مع Eintracht Frankfurt II ‏ في موسم 2013–14 لمدة موسم واحد، مشاركًا في مباراتين سجل خلالها هدفًا واحدًا. ثم انتقل إلى نادي آينتراخت فرانكفورت في موسم 2014–15 ولمدة موسمين، حيث شارك في 15 مباراة ولم يسجل أي هدف. لينتقل بعدها إلى نادي هامبورغ في موسم 2016–17 ولمدة موسمين، مشاركًا في 34 مباراة سجل خلالها هدفين. ثم انتقل إلى نادي فرايبورغ في موسم 2018–19 ولمدة موسمين، مشاركًا في 53 مباراة سجل خلالها 16 هدفًا.

## روابط خارجية
- لوكا فالدشميت على موقع الاتحاد الأوربي (الإنجليزية)
- لوكا فالدشميت على موقع قاعدة بيانات كرة القدم.إي يو (الإنجليزية)
- لوكا فالدشميت على موقع بيانات كرة القدم. دي إي (الألمانية)
- لوكا فالدشميت على موقع ليكيب (الفرنسية)
- لوكا فالدشميت على موقع ناشيونال فوتبول تيمز (الإنجليزية)
- لوكا فالدشميت على موقع Soccerway.com (الإنجليزية)
- لوكا فالدشميت على موقع عالم كرة القدم.نت (الإنجليزية)
- لوكا فالدشميت على موقع AS.com (الإسبانية)